# Milano-Sanremo 1918
La Milano-Sanremo 1918, undicesima edizione della corsa, fu disputata il 14 aprile 1918, per un percorso totale di 286,5 km. Fu vinta dall'italiano Costante Girardengo, giunto al traguardo con il tempo di 11h26'00" alla media di 24,280 km/h davanti ai connazionali Gaetano Belloni e Ugo Agostoni.
I ciclisti che partirono da Milano furono 33; coloro che tagliarono il traguardo a Sanremo furono 7 (tutti italiani).

## Ordine d'arrivo (Top 10)
| Pos. | Corridore           | Squadra         | Tempo      |
| ---- | ------------------- | --------------- | ---------- |
| 1    | Costante Girardengo | Bianchi-Pirelli | 11h48'00"  |
| 2    | Gaetano Belloni     | Bianchi-Pirelli | a 13'00"   |
| 3    | Ugo Agostoni        | Bianchi-Pirelli | a 59'00"   |
| 4    | Ezio Corlaita       | Peugeot-Wolber  | a 1h37'00" |
| 5    | Costante Costa      | -               | s.t.       |
| 6    | Carlo Giacchino     | -               | a 2h52'00" |
| 7    | Luigi Vertemati     | -               | a 4h02'00" |